# Мирамар Мисьонес
«Мирама́р Мисьо́нес» (исп. Club Sportivo Miramar Misiones) — уругвайский футбольный клуб из Монтевидео.

## История

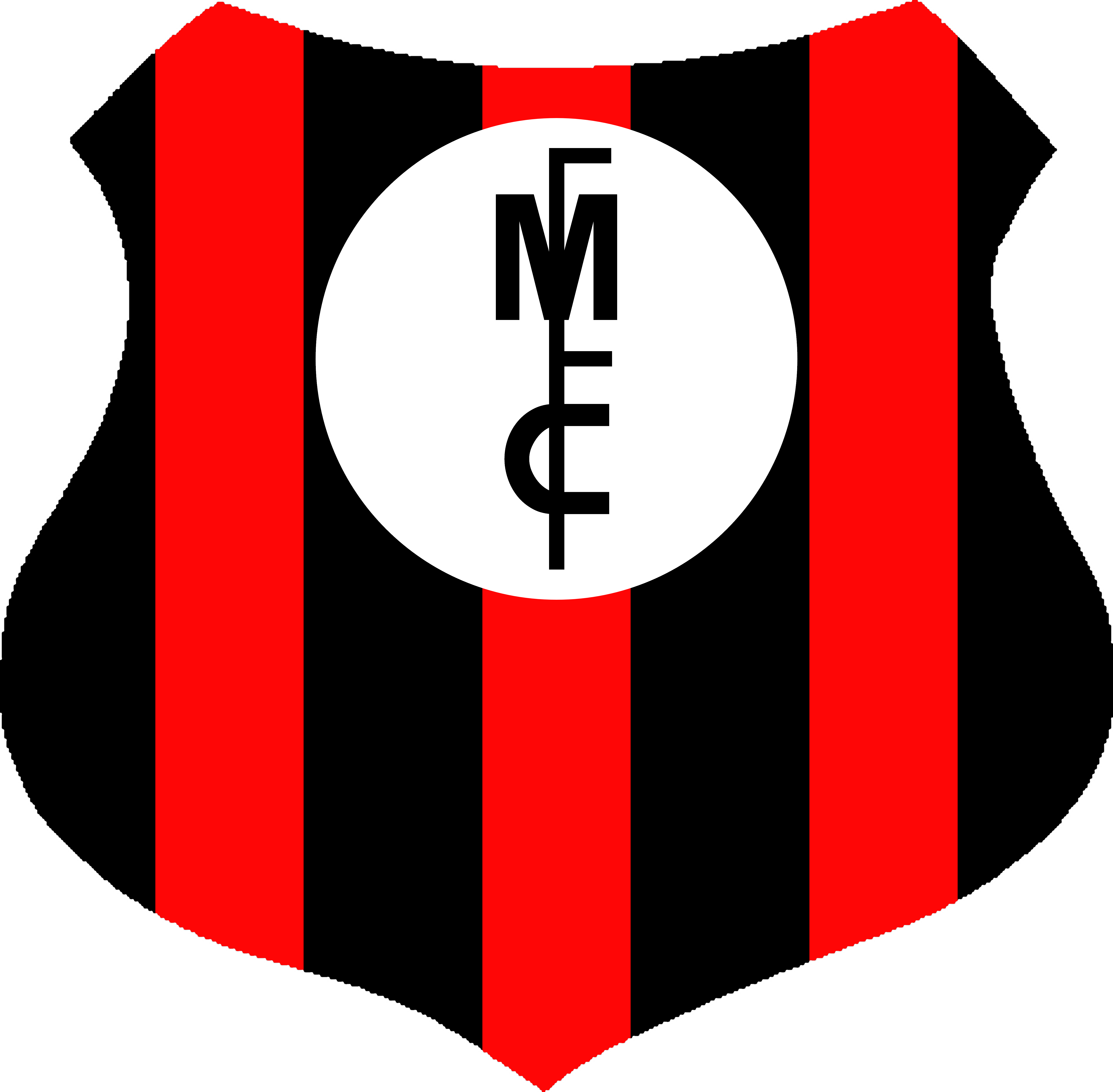
Логотип футбольного клуба «Мисьонес»

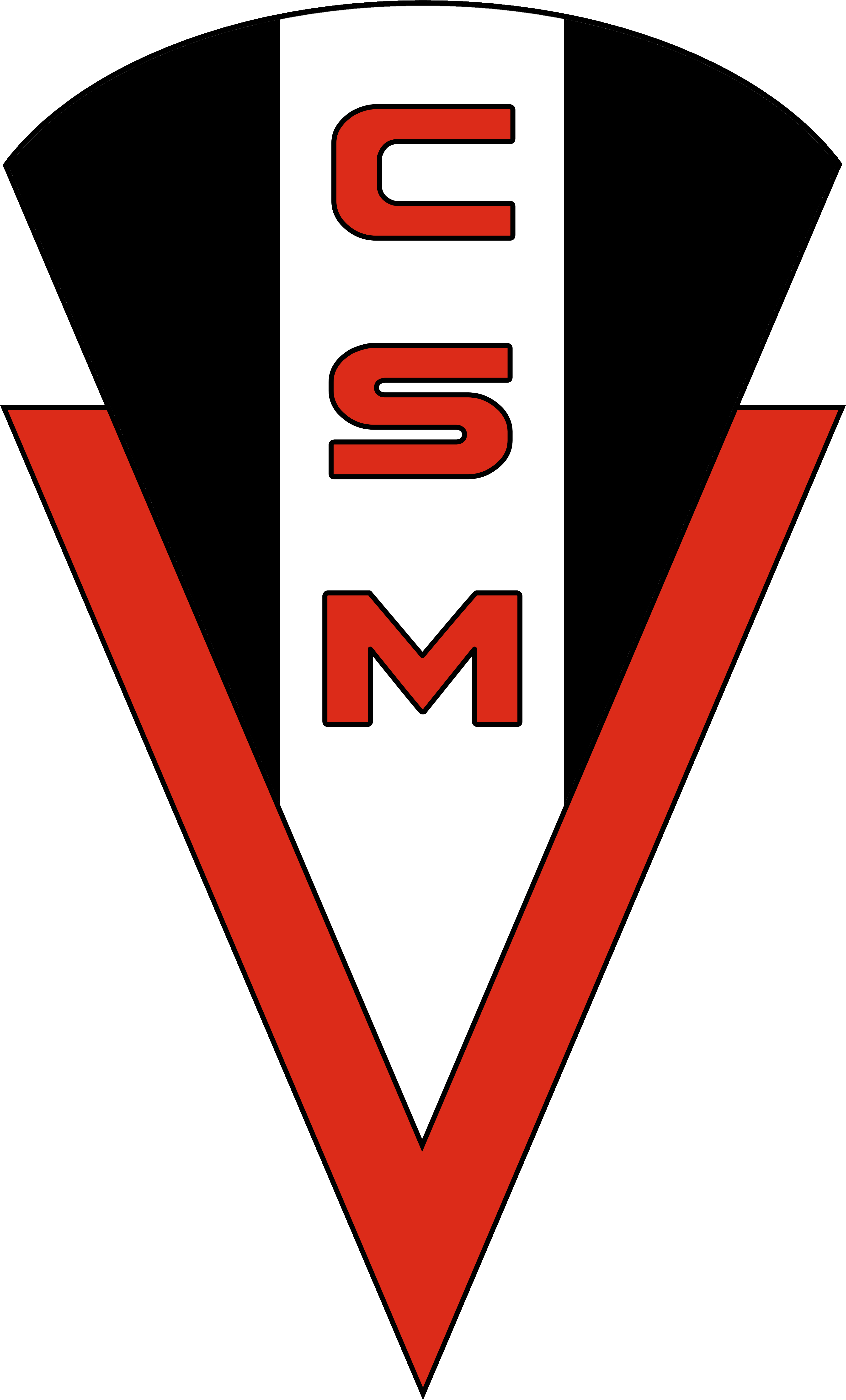
Логотип спортивного клуба «Мирамар»

26 марта 1906 года был образован ФК «Мисьонес» (Misiones Football Club). 17 октября 1915 появился клуб «Спортиво Мирамар» (Sportivo Miramar). 25 июня 1980 года клубы приняли решение объединиться.
В годы раздельного существования большей известностью и лучшими спортивными результатами отметился «Мирамар», который выступал в элитном дивизионе чемпионата Уругвая, дважды был чемпионом страны во Втором профессиональном дивизионе. В 1976—1978 гг. «Мирамар» был объединён с легендарным уругвайским клубом «Альбион» («Альбион Мирамар»), но этот союз быстро распался.
Лучшим достижением «Мисьонеса» был чемпионский титул во Втором любительском дивизионе (то есть, Третий дивизион по уровню).
При объединении цветами клуба стали красный, чёрный и белый, поскольку чёрно-белое сочетание использовалось «Мирамаром» (сейчас это основная форма команды), а красно-чёрное — «Мисьонесом» (запасной вариант формы).
Примечательно, что до своего объединения команды считались соперниками по дерби своего округа Парк Батлье в Монтевидео. Сейчас же основным соперником «Мирамар Мисьонеса» является клуб «Сентраль Эспаньол».
В 1986 году объединённый «Мирамар Мисьонес» стал чемпионом Второго дивизиона.
В 2019 году должен был участвовать в Первом любительском дивизионе — третьем по уровню дивизионе Уругвая, — куда вылетел по итогам 2018 года из Второго профессионального дивизиона. Однако незадолго до начала первенства клуб снялся со всех соревнований (кроме молодёжных, юношеских и женских лиг) из-за долгов, и был исключён из членов АУФ. В 2020 году восстановил членство в АУФ и заявился для участия в Первом любительском дивизионе.

## Достижения
- Чемпион Второго дивизиона Уругвая (3): 1942, 1953 (Мирамар), 1986
- Чемпион дивизиона Интермедиа (второй по уровню дивизион) (2): 1917 (Мисьонес), 1935 (Мирамар)
- Чемпион дивизиона Интермедиа (третий по уровню дивизион) (1): 1971 (Мисьонес)
- Чемпион Второго любительского дивизиона (третий по уровню дивизион) (1): 1974 (Мисьонес)
- Чемпион дивизиона Экстра (третий по уровню дивизион) (2): 1917, 1937 (Мирамар)
- Чемпион дивизиона Экстра (четвёртый по уровню дивизион) (1): 1953 (Мисьонес)